# Halowe Mistrzostwa Świata w Lekkoatletyce 1995 – pchnięcie kulą mężczyzn
Pchnięcie kulą mężczyzn – jedna z konkurencji rozgrywanych podczas halowych mistrzostw świata w lekkoatletyce w 1995. W ramach tej konkurencji rozegrano jedynie finał, który odbył się 10 marca.
Udział w tej konkurencji brało 16 zawodników z 13 państw. Zawody wygrał reprezentant Finlandii Mika Halvari. Drugą pozycję zajął zawodnik ze Stanów Zjednoczonych C.J. Hunter, trzecią zaś reprezentujący Jugosławię Dragan Perić.

## Wyniki
| Miejsce | Zawodnik            | Państwo           | Próba | Próba | Próba | Próba | Próba | Próba | Wynik końcowy | Uwagi |
| Miejsce | Zawodnik            | Państwo           | #1    | #2    | #3    | #4    | #5    | #6    | Wynik końcowy | Uwagi |
| ------- | ------------------- | ----------------- | ----- | ----- | ----- | ----- | ----- | ----- | ------------- | ----- |
| 01 !    | Mika Halvari        | Finlandia         | 19,02 | 20,74 | 20,11 | 19,75 | 20,33 | 20,13 | 20,74         |       |
| 02 !    | C.J. Hunter         | Stany Zjednoczone | 19,72 | 20,58 | 20,03 | 20,30 | X     | 20,31 | 20,58         |       |
| 03 !    | Dragan Perić        | Jugosławia        | 19,24 | 19,68 | X     | 20,35 | X     | 20,36 | 20,36         |       |
| 4.      | Manuel Martínez     | Hiszpania         | 19,17 | X     | 19,97 | 19,19 | 19,37 | 19,85 | 19,97         |       |
| 5.      | Jurij Biłonoh       | Ukraina           | 19,09 | 19,19 | 19,27 | 19,74 | 19,47 | 19,53 | 19,74         |       |
| 6.      | Pétur Guðmundsson   | Islandia          | 19,67 | X     | -     | -     | -     | -     | 19,67         |       |
| 7.      | Paolo Dal Soglio    | Włochy            | 18,63 | X     | 19,26 | X     | X     | 19,44 | 19,44         |       |
| 8.      | Oliver Dück         | Niemcy            | 17,95 | 18,66 | 19,24 | X     | X     | X     | 19,24         |       |
| 9.      | Thorsten Herbrand   | Niemcy            | 19,08 | 18,84 | 18,37 | NQ    | NQ    | NQ    | 19,08         |       |
| 10.     | Corrado Fantini     | Włochy            | 18,74 | X     | X     | NQ    | NQ    | NQ    | 18,74         |       |
| 11.     | Roar Hoff           | Norwegia          | 17,81 | 18,64 | 18,45 | NQ    | NQ    | NQ    | 18,64         |       |
| 12.     | Kevin Toth          | Stany Zjednoczone | 18,61 | X     | X     | NQ    | NQ    | NQ    | 18,61         |       |
| 13.     | Saulius Kleiza      | Litwa             | X     | 18,41 | X     | NQ    | NQ    | NQ    | 18,41         |       |
| 14.     | Jewgienij Palczikow | Rosja             | 18,15 | X     | 18,33 | NQ    | NQ    | NQ    | 18,33         |       |
| 15.     | Carel le Roux       | Południowa Afryka | 17,84 | X     | 18,24 | NQ    | NQ    | NQ    | 18,24         |       |
| 16.     | Siergiej Rubcow     | Kazachstan        | 18,08 | X     | 17,01 | NQ    | NQ    | NQ    | 18,08         |       |